# Gắng sống đến bình minh
Gắng sống đến bình minh (tiếng Belarus: Дажыць да світання, tiếng Nga: Дожить до рассвета) là một truyện vừa khai thác đề tài cuộc Chiến tranh Vệ quốc vĩ đại (1941 - 1945) của nhà văn Vasil Bykaŭ, ra đời năm 1973.
Tác phẩm là một câu chuyện sinh động và nhiều cảm xúc về những suy nghĩ, hành động của một sĩ quan trẻ trước gian nguy thử thách, trong đó thấp thoáng hình bóng của chính tác giả.

## Nội dung
Bối cảnh truyện diễn ra vào mùa thu năm 1941. Anh chiến sĩ 22 tuổi Igor Ivanovsky mới tốt nghiệp trường sĩ quan, chàng trai trẻ đã trải qua một mối tình tuyệt đẹp với một nữ sinh. Và tình yêu đã gắn kết họ vào lúc bình minh.
Trong một trận đánh, Igor bị thương tới mức gần như kiệt sức. Anh đành nằm phơi mình trên đường cái, chờ lúc bình minh thức giấc, chờ quân thù đi qua để tiêu diệt và họa may ra mới hoàn thành nhiệm vụ.
Chàng Trung úy trẻ chợt nhớ về những kỷ niệm xưa. Nhiều nhất là mối tình với một người, một bạn học, một đồng chí, một điệp viên Hồng quân - Yaninka. Anh bỗng nuối tiếc vì không thể nói ra tình cảm của mình khi chia tay. 

### Nhân vật
- Trung úy Igor Ivanovsky
- Pyotr Pivovarov
- Yaninka
- Trung sĩ Lukashov
- Trung sĩ Dyubin
- Krasnokutsky
- Volokh
- Pogrebnyak

## Ý nghĩa
Toàn bộ truyện toát lên khí thế hào hùng của lớp trẻ được tôi rèn và nuôi dưỡng trong lòng yêu nước cùng lý tưởng trung thành với sự nghiệp giải phóng con người. Gắng sống đến bình minh là một loại truyện đầy bút lực của nhà văn.
Tất cả những tình huống đầy kịch tính, hiểm nguy xảy ra với người chiến sĩ trẻ, tưởng chừng có thể đánh quỵ ý chí của họ. Nhưng bằng sức mạnh tinh thần, bằng đạo đức chân chính của người chiến sĩ yêu nước, họ vượt khỏi sự gục ngã, không tuyệt vọng buông xuôi mà cố tìm ra một con đường, một cách chiến thắng.

## Chuyển thể
- Gắng sống đến bình minh (phim, 1975)